# Pino Farinotti
Pino Farinotti (Piacenza, 1951) è un critico cinematografico, giornalista e scrittore italiano.

## Biografia
Noto prevalentemente per il suo Dizionario dei film, la prima pubblicazione del genere in Italia, edito nel 1980 e poi ripubblicato costantemente in edizioni aggiornate, dal 1996 con il titolo Dizionario di tutti i film e dal 2006 con il titolo il Farinotti. Del dizionario esiste anche una versione online, il sito da lui fondato MyMovies, il cui database è aggiornato quotidianamente seguendo il calendario di tutte le uscite cinematografiche italiane.
Già opinionista di Rai 1, è referente del presidente e del direttore generale della Rai per la fiction e il cinema, nonché membro di varie commissioni fra cui quella della Biennale di Venezia.
In qualità di docente universitario ha insegnato Storia e critica del cinema presso la Facoltà di Scienze della Comunicazione dell'Università di Bologna.
Ha inoltre insegnato presso il Centro sperimentale di cinematografia di Roma.
Dal suo romanzo 7 Km da Gerusalemme (2000) è stato tratto il film omonimo del 2007 diretto da Claudio Malaponti.

## Opere

### Saggistica
- Pino Farinotti, Dizionario degli attori. Tutti gli attori e i loro film, Carnago, SugarCo, 1993, ISBN 88-7198-258-4.
- Pino Farinotti, Dizionario dei film di fantascienza e horror, Carnago, SugarCo, 1993, ISBN 88-7198-242-8.
- Pino Farinotti, Dizionario dei film gialli, Carnago, SugarCo, 1993, ISBN 88-7198-241-X.
- Pino Farinotti, Dizionario dei film western, Carnago, SugarCo, 1993, ISBN 88-7198-240-1.
- Pino Farinotti, Dizionario dei registi. Tutti i registi e i loro film, Carnago, SugarCo, 1993, ISBN non esistente.
- Pino Farinotti, I 100 film della nostra vita, Carnago, SugarCo, 1994, ISBN non esistente.
- Pino Farinotti, Dizionario degli attori, Gallarate, Esedra, 2000, ISBN 88-7198-258-4.
- Pino Farinotti, Dal libro al film, Palermo, Edizioni Leima, 2000, ISBN non esistente.

### Edizioni deIl Farinotti
- Pino Farinotti, Dizionario dei film. Tutto il cinema di tutti i paesi, Milano, Rusconi Libri, 1980. (4 volumi)
- Pino Farinotti, Dizionario di tutti i film. 30.000 titoli. L'unico completo. 1996-1997, Gallarate, Esedra, 1996, ISBN 978-88-868-7100-6.
- Pino Farinotti, Dizionario di tutti i film. Aggiornamento '98. 31.000 titoli. L'unico completo, Gallarate, Esedra, 1998, ISBN 978-88-868-7106-8.
- Pino Farinotti, Tiziano Sossi e Giancarlo Zappoli, Dizionario di tutti i film. L'unico completo, Segrate, Mondadori, 1999, ISBN 978-88-044-7103-5.
- Pino Farinotti, Dizionario di tutti i film. Dalla parte dello spettatore, Milano, Garzanti, 2002, ISBN 978-88-115-0503-7.
- Pino Farinotti, Il Farinotti dizionario 2007. L'unico dizionario di tutti i film, il primo da navigare, Cinisello Balsamo, Edizioni San Paolo, 2006, ISBN 978-88-215-5751-4.
- Pino Farinotti, Il Farinotti 2009. Dizionario di tutti i film, Roma, Newton Compton Editori, 2008, ISBN 978-88-541-1250-6.
- Pino Farinotti e Rossella Farinotti, Il Farinotti 2010. Dizionario di tutti i film, Roma, Newton Compton Editori, 2009, ISBN 978-88-541-1555-2.
- Pino Farinotti e Rossella Farinotti, Il Farinotti 2011. Dizionario di tutti i film, Roma, Newton Compton Editori, 2010, ISBN 978-88-541-2153-9.
- Pino Farinotti e Rossella Farinotti, Il Farinotti 2012. Dizionario di tutti i film, Roma, Newton Compton Editori, 2011, ISBN 978-88-541-3182-8.
- Pino Farinotti, Rossella Farinotti e Giancarlo Zappoli, Il Farinotti 2013. Dizionario di tutti i film, Roma, Newton Compton Editori, 2012, ISBN 978-88-541-4129-2.
- Pino Farinotti, Rossella Farinotti e Giancarlo Zappoli, Il Farinotti 2014. Dizionario di tutti i film, Roma, Newton Compton Editori, 2013, ISBN 978-88-541-5597-8.
- Pino Farinotti, Il Farinotti 2015. Dizionario di tutti i film, Roma, Newton Compton Editori, 2014, ISBN 978-88-541-6918-0.
- Pino Farinotti, Il Farinotti 2016. Dizionario di tutti i film, Roma, Newton Compton Editori, 2015, ISBN 978-88-541-8280-6.
- Pino Farinotti, Il Farinotti 2017. Dizionario di tutti i film, Roma, Newton Compton Editori, 2016, ISBN 978-88-541-9502-8.
- Pino Farinotti, Il Farinotti 2018. Dizionario di tutti i film, Roma, Newton Compton Editori, 2017, ISBN 978-88-227-0820-5.
- Pino Farinotti, Rossella Farinotti e Giancarlo Zappoli, Il Farinotti 2019. Dizionario di tutti i film, Roma, Newton Compton Editori, 2018, ISBN 978-88-227-2150-1.
- Pino Farinotti e Rossella Farinotti, Il Farinotti 2020-2021, Milano, Booktime, 2020, ISBN 978-88-621-8022-1.

### Romanzi
- Pino Farinotti, I maghi del canale, Segrate, Rizzoli, 1985, ISBN non esistente.
- Pino Farinotti, La grande ambizione, Milano, Gemika, 1990, ISBN 88-7198-371-8.
- Pino Farinotti, Dieci vendette, Milano, Camunia, 1994, ISBN 88-7767-162-9.
- Pino Farinotti, Ritorno alla valle solitaria, Milano, SugarCo, 1994, ISBN 88-7198-282-7.
- Pino Farinotti, Assolutamente indecifrabile, Roma, Gambero Rosso, 1995, ISBN non esistente.
- Pino Farinotti, 7 Km da Gerusalemme, Milano, La Vita Felice, 2000, ISBN 88-7799-092-9.
- Pino Farinotti, L'eroe, Milano, Baldini+Castoldi, 2008, ISBN 978-88-6073-281-1.
- Pino Farinotti, E l'angelo partì da lei, Cinisello Balsamo, Edizioni San Paolo, 2014, ISBN 978-88-215-9130-3.